# Ad hoc
Ad hoc (дословно — «к этому») — латинская фраза, означающая «для данного случая», «специально для этого». Как правило, фраза обозначает способ решения специфической проблемы или задачи, который невозможно приспособить для решения других задач и который не вписывается в общую стратегию решений, составляет некоторое исключение. Например, закон ad hoc — это закон, принятый в связи с каким-то конкретным инцидентом или для решения какой-то особой задачи, который не вписывается в законодательную практику и не решает других схожих проблем; отдел ad hoc — это подразделение в организации, созданное для решения какой-то узкой задачи, не попадающей в сферу компетенции ни одной из постоянных структур. В некоторых случаях выражение ad hoc может иметь негативный подтекст, предполагая отсутствие стратегического планирования и реакционные непродуманные действия.
В менеджменте и политологии управление ad hoc — это ситуационное управление (в противовес, или как дополнение к стратегическому управлению).
В международном праве термин ad hoc также используется для обозначения формы международно-правового признания при необходимости установления разовых контактов между сторонами, которые категорически не желают признавать друг друга.
В науке и философии имеется понятие гипотезы ad hoc — гипотезы, выдвинутой для объяснения какого-то особого явления или результатов конкретного эксперимента, не объясняющей при этом другие явления или результаты других экспериментов. При этом ученые зачастую скептически относятся к научным теориям, которые опираются на гипотезы ad hoc. Специальные гипотезы часто характерны для псевдонаучных предметов, таких как гомеопатия.
В армии специальные подразделения создаются в непредсказуемых ситуациях, когда сотрудничество между различными подразделениями внезапно необходимо для быстрых действий или из остатков предыдущих подразделений, которые были захвачены или иным образом сокращены.
В компьютерной технике имеется понятие беспроводные ad-hoc-сети — это сети, не имеющие постоянной структуры, в которых клиентские устройства соединяются «на лету», образуя собой сеть.